# فيرجينيا دا كونا
فيرجينيا دا كونا (بالإسبانية: Virginia da Cunha)‏ هي عارضة ومغنية وملحنة وممثلة أرجنتينية، ولدت في 15 يونيو 1981 في قرطبة في الأرجنتين.

## وصلات خارجية
- فيرجينيا دا كونا على موقع IMDb (الإنجليزية)
- فيرجينيا دا كونا على موقع ميوزك برينز (الإنجليزية)
- فيرجينيا دا كونا على موقع ديسكوغز (الإنجليزية)
- فيرجينيا دا كونا على موقع قاعدة بيانات الفيلم (الإنجليزية)